# 東郷家平
東郷 家平（とうごう いえひら、生年不詳 - 治承3年2月22日（1179年3月31日））は、平安時代末期、伯耆国の武士で原田氏の一族。「原田氏系図」によれば初めて東郷姓を称した人物であり、「東郷町誌」などでは家平らの血統を「東郷姓原田氏」、「東郷氏」と記している。

## 経歴
家平の頃になると東郷氏は伯州河村郡一帯において多くの権益を有すようになり確固たる地位を築き挙げた。このことが家平の代から地名の東郷を称するようになった理由だと考えられている。

### 系図から見る家平
系図には「東郷太郎左衛門尉、伯州東郷内和田墓これあり。治承三年二月廿二日、当国ツホカミ山にして野津蔵人仲吉・小鴨介基保に討たれ了(おわんぬ)。」とあり、官位が左衛門尉でツホカミ山の戦いにて討ち死にしたことが記されている。この合戦では従兄弟にあたる原田俊兼、俊家兄弟も討ち死にしているが系図の注記はわずかしかなく、家平が東郷氏一族を統率する立場にある人物であったことが考えられる。

### 家平の墓地
この他にも注記には家平の墓の場所が記されている。従来の説では「伯州東郷内和田」は現在の湯梨浜町長和田(なごうた)とされてきたが現在ではこれを「庄」の脱字と見て、「東郷庄内、和田」と解するようになっている。事実、長和田より少し離れた湯梨浜町田畑(たばたけ)には「和田」の地名があり、壊れているものの数個の五輪塔の存在を確認することができる。